# دكتور سترينج (فلم)
دكتور سترينج (بالإنجليزية: Doctor Strange) هو فيلم حركة، مغامرة وفانتازيا أمريكي، يستند إلى إحدى قصص مارفل كومكس الكرتونية المُصورة التي تحمل نفس الاسم، من إخراج سكوت ديركسون.
الفيلم من إنتاج استوديوهات مارفل، ومن توزيع استوديوهات أفلام والت ديزني، وأخرج الفيلم سكوت ديريكسون من سيناريو، إنه الفيلم الرابع عشر في عالم مارفل السينمائي (MCU). كتبه مع جون سبايتس وكارجيل ، وبطولة بنديكت كومبرباتش في دور الجراح ستيفن سترينج جنبًا إلى جنب مع شيواتال إيجيوفور، ورايتشل مكأدامز، وبنديكت وونغ، ومايكل ستولبارغ، وبنجامين برات، وسكوت آدكنز، ومادس. ميكيلسن وتيلدا سوينتون. في الفيلم، يتعلم سترينج الفنون الصوفية بعد حادث سيارة أنهى حياته المهنية.
تم تطوير تجسيدات مختلفة لفيلم دكتور سترينج منذ منتصف الثمانينيات، حتى حصلت شركة باراماونت بيكتشرز على حقوق الفيلم في أبريل 2005 نيابة عن استوديوهات مارفل. تم إحضار توماس دين دونيلي وجوشوا أوبنهايمر على متن الطائرة في يونيو 2010 لكتابة سيناريو. في يونيو 2014، تم تعيين ديريكسون للتوجيه، مع إعادة كتابة سبايهتس السيناريو. تم اختيار كومبرباتش لدور مسمى في ديسمبر 2014، مما استلزم تغيير الجدول الزمني للعمل على التزاماته الأخرى. أعطى هذا ديريكسون وقتًا للعمل على السيناريو بنفسه، والذي أحضر كارجيل للمساعدة. بدأ التصوير الرئيسي للفيلم في نوفمبر 2015 في نيبال، قبل الانتقال إلى إنجلترا وهونج كونج، والانتهاء من التصوير في مدينة نيويورك في أبريل 2016.
عرض دكتور سترينج العرض العالمي الأول في هونغ كونغ في 13 أكتوبر 2016، وتم إصداره في الولايات المتحدة في 4 نوفمبر، كجزء من المرحلة الثالثة من إم سي يو. حقق الفيلم أكثر من 677 مليون دولار في جميع أنحاء العالم، وقد قوبل بالثناء على مرئياته ونقاطه الموسيقية وفريقه، وحصل على ترشيح لجائزة الأوسكار لأفضل تأثيرات بصرية. من المقرر إصدار تكملة بعنوان دكتور غريب في الكون المتعدد من الجنون في 25 مارس 2022.

## القصة
يبدأ الفيلم بسرقة اوراق الكتاب على يد كاسيليوس(مادس ميكلسين) وقتل حارس المكتبة تلاحقهم المعلم الأكبر(تيلدا سوينتون)،وبعدها ينتقل الفيلم إلى الدكتور ستيفين (بينديكت كامبرباتش) الذي حدثت معه حادثة وهي سقوط سيارته من على طريق جبلي ادت إلى شلل في الاعصاب وبعد ان تألم جسده في هذا الطريق فيقوم بطلب المساعدات تلو المساعدات فلا يستطيع أحد مساعدته وبعد ان أصبح يائسا من حالته فيجد شخصا حصلت معه هذه الحادثة فيدله على مكان واحد يستطيع مساعدته هو كامار-تاج،وعندما يصل إلى كامار-تاج يكون العلاج بالامور الروحانية وهو لايصدق هذه الامور فبهذه الحالة يصعب على المعلم الاقدم(تيلدا سوينتون) معالجته بسرعة،وبعدها يكتشف ان كامار-تاج متواجدة في ثلاث مناطق هونغ كونغ ونيويورك ولندن وهي موجودة لحماية العالم من العالم المظلم،ولكن المعلم الاقدم (تيلدا سوينتون) تقول له ان من يستمد طاقته من العالم المظلم لا يستطيع السيطرة على نفسه بل سيكون بمثابة عبد لهذا العالم،ولكنه يعلم ان المعلم الاقدم يستمد طاقته من العالم المظلم فبهذا السبب لااحد يعلم متى ولدت،وعن طريق أحد كتب السحر يستطيع التحكم بالزمن وهذه تكون قوة خارقة للطبيعة،وتبدأ الاحداث فبعد موت المعلم الاقدم يدمر أول مبنى من مباني كامار-تاج في نيويورك ودمار الثاني في لندن يبقى الاخير في هونغ كونغ وبينما هو يدمر يستطيع دكتور سترينج ايقاف الزمن ويبدأ بأعادة كل شيء إلى مكانه الطبيعي ولكنهم يبدأون بمواجهة كاسيليوس(مادس ميكلسين) يذهب الدكتور سترينج (بينديكيت كامبرباتش) إلى مبنى كامار تاج الذي يكون قريبا من الدمار كليا لان الدكتور سترينج(بينديكيت كامبرباتس) بدأبأعادة الزمن فعندها يتحدث مع الكائن المظلم (دورمامو) وبما ان الدكتور سترينج يتحكم بالزمن فيكون الكائن المظلم (دورمامو) سجينا للدكتور سترينج فيتفق معه ان لايعود إلى الأرض ثانيةً.

## طاقم التمثيل
- بنديكت كومبرباتش، بدور:Dr. Stephen Strange
- Adam Pelta-Pauls ‏، بدور:Nurse Billy
- Sarah Malin ‏، بدور:Dr. Garrison
- ميرا سيال، بدور:Dr. Patel
- ليندا لويز دوان، بدور:Tina Minoru
- مارك أنتوني برايتون، بدور:Daniel Drumm
- كريس هيمسوورث، بدور:Thor
- Eben Young ‏، بدور:Dr. Weiss
- Elizabeth Healey ‏، بدور:Concerned Doctor
- Ezra Khan ‏، بدور:Kamar-Taj Librarian
- كوبنا هولدبروك سميث، بدور:Physical Therapist
- Daniel Dow ‏، بدور:Mugger
- Guillaume Faure ‏، بدور:Reluctant Surgeon
- Kimberly Van Luin ‏، بدور:Bullet Patient's Wife
- Umit Ulgen ‏، بدور:Sol Rama
- Katrina Durden ‏، بدور:Blonde Zealot
- مادس ميكلسن، بدور:Kaecilius
- تيلدا سوينتون، بدور:The Ancient One
- مايكل ستولبارغ، بدور:Dr. Nicodemus West
- شيواتال إيجيوفور، بدور:Mordo
- رايتشل مكأدامز، بدور:Dr. Christine Palmer
- Topo Wresniwiro  [لغات أخرى]‏، بدور:Hamir
- ايمي لانديكر، بدور:Dr. Bruner
- بيندكت وونغ، بدور:Wong
- علاء صافي  [لغات أخرى]‏، بدور:Tall Zealot
- سكوت أدجينز، بدور:Lucian/Strong Zealot
- زارا فيثيان، بدور:Brunette Zealot
- بنجامين برات، بدور:Jonathan Pangborn
- بات كيرنان، بدور:him/herself.

## الإنتاج

### تطوير
تم إدراج فيلم يستند إلى شخصية دكتور سترينج من مارفل كومكس في البداية على أنه قيد التطوير في نيو ورلد بيكتشرز،  مع نص مؤرخ في 21 يناير 1986 بواسطة بوب غيل.  لأسباب غير معروفة، لم يذهب فيلم جيل إلى مزيد من الإنتاج.  بحلول عام 1989، شارك أليكس كوكس في كتابة سيناريو مع ستان لي، المؤسس المشارك دكتور سترينج. كان النص يحتوي على الشخصية التي تسافر إلى البعد الرابع قبل مواجهة الشرير دورمامو في جزيرة إيستر، تشيلي. تم إنتاج فيلم باستخدام هذا السيناريو تقريبًا بواسطة ريجنسي، ولكن تم توزيع أفلام الشركة من قبل شركة وارنر براذرز في ذلك الوقت ، والتي كانت محل نزاع مع شركة مارفل حول الترويج.  في هذا الوقت تقريبًا ، اختار المنتج تشارلز باند العقار من مارفل وبدأ في تطوير فيلم في الاستوديو الخاص به فول مون إنترتيمنت. ومع ذلك، انتهى الخيار قبل أن يبدأ الإنتاج وتمت إعادة صياغة المشروع في فيلم عام 1992 دكتور موردريد، الذي تحمل شخصيته الفخارية أوجه تشابه مع دكتور سترينج. بحلول ديسمبر 1992، وقع ويس كرافن على كتابة وتوجيه دكتور سترينج لإصداره إما في 1994 أو 1995، مع توزيع سافوي بيكتشرز. في عام 1995، أكمل ديفيد س. جوير سيناريو الفيلم. بحلول أبريل 1997، اشترت كولومبيا بيكتشرز حقوق الفيلم وكان جيف ويلش يعمل على سيناريو جديد، مع إنتاج بيرني بريلشتاين وبراد جراي .
بحلول أبريل 2000، أسقطت كولومبيا دكتور سترينج، الذي قام بعد ذلك بإلحاق مايكل فرانس بكتابة نص واهتمام من تشاك راسل وستيفن نورنغتون  لتوجيهه.  بحلول يونيو 2001 ، حصلت شركة ديمينشن فيلمز على حقوق الفيلم، مع عودة جوير للعمل ككاتب ومخرج. ألمح جوير إلى أن تعارض الجدولة قد ينجم عن فيلم مقتبس من فيلم ألغاز القتل، ووعد بعدم الاعتماد بشكل كبير على الصور التي يتم إنشاؤها بواسطة الكمبيوتر.  ومع ذلك ، بحلول أغسطس 2001، حصلت ميرماكس على حقوق الفيلم من ديمينشن،  وبحلول مارس 2002، كان جوير قد انسحب من المشروع.  تم الإعلان عن موعد إصدار 2005 في مارس المقبل،  بينما في يونيو 2004، كان النص لا يزال بحاجة إلى الكتابة. صرح آفي أراد الرئيس التنفيذي لشركة مارفل ستوديوز قائلاً: «نحن لسنا في أي مكان مع ذلك. هذا أمر صعب الكتابة، لكننا نعمل عليه. نحن نحاول العثور على جيري جارسيا الحقيقي لمجتمع الكتابة».  في أبريل 2005 ، استحوذت شركة باراماونت بيكتشرز على دكتور سترينج من ميراماكس، كجزء من محاولة استوديوهات مارفيل لإنتاج أفلامها الخاصة بشكل مستقل. في ذلك الوقت ، كان من المتوقع أن تبلغ ميزانية الفيلم 165 مليون دولارًا على الأقل. في عام 2007، قدم كل من جييرمو ديل تورو ونيل غيمان نسخة من الفيلم إلى مارفل، مع كتابة جايمان وإخراج ديل تورو. كان جايمان مهتمًا بشكل خاص بإدراج شخصية كليا، لكن الاستوديو لم يكن مهتمًا.
في مارس 2009، استأجرت مارفل كتابًا للمساعدة في التوصل إلى طرق مبتكرة لإطلاق خصائصها الأقل شهرة، بما في ذلك دكتور سترينج.  في يونيو 2010، استأجرت مارفل ستوديوز توماس دين دونيلي وجوشوا أوبنهايمر لكتابة دكتور سترينج. أثناء الترويج لـ المتحولون: الجانب المظلم للقمر في أبريل 2011، أشار الممثل باتريك ديمبسي إلى أنه كان يضغط للعب شخصية العنوان. في يناير 2013، أكد رئيس مارفل ستوديو كيفن فيج أن دكتور سترينج  سيظهر في بعض الصفة كجزء من المرحلة الثالثة من عالم مارفل السينمائي. ثم كرر فايجي أن فيلم دكتور غريب كان قيد التطوير في مارفل ستوديو في مايو، ومرة أخرى في نوفمبر. في فبراير 2014، كتب هوليوود ريبورتر أن مارفل كان يفكر في مارك أندروز وجوناثان ليفين ونيكولاج آرسيل ودين إسرائيليت لتوجيه الفيلم، وكان يفكر في جوناثان أيبل وجلين بيرجر لإعادة كتابة سيناريو الفيلم.  نفى فايجي هذا التقرير، لكنه أكد أن مارفل تدرس المرشحين المحتملين. بحلول شهر مارس، كان مارفل يفكر في أندريو وليفني وسكوت ديركسون لتوجيه الفيلم.

### ما قبل الإنتاج
في يونيو 2014، تم اختيار ديريكسون لتوجيه الفيلم. كان قد كتب مشهدًا من 12 صفحة للفيلم يظهر غريب ومهاجم يقاتل في الطائرة النجمية بينما يحاول الطبيب إنقاذ جسد سترينج المادي في المستشفى، بناءً على تسلسل من الكوميديا دكتور سترينج. قام ديريكسون بتوضيح التسلسل من خلال مفهومه الفني الخاص، جنبًا إلى جنب مع القصص المصورة لفنانين محترفين ورسومات متحركة، والتي قدمها في عرض مدته 90 دقيقة إلى الاستوديو. كلف هذا ديريكسون "مبلغًا بغيضًا" من ماله الخاص، لكنه شعر أنه من الضروري إثبات "أنني أريد [الوظيفة] أكثر من أي شخص آخر"، خاصة بعد أن أخبره مارفل أن عددًا أكبر من الأشخاص ضغطوا لتوجيه دكتور غريب أكثر من أي شخص آخر. أفلامهم الأخرى. عقد ديريكسون في النهاية ثمانية اجتماعات مع مارفل للفيلم. بعد أن تم تعيينه، اشترى مارفل المشهد المكون من 12 صفحة من ديريكسون، وأصبح أحد القطع الرئيسية للفيلم. حول الانتقال من أفلام الرعب إلى فيلم الأبطال الخارقين، قال ديريكسون، "كان من الجيد العمل على شيء أكثر إيجابية. وليس لدي فراغ في شيء مظلم لفترة طويلة. لكنها كانت متشابهة بشكل غريب أيضًا بسبب الطبيعة الخيالية للفيلم ". حاول ديريكسون في أفلام الرعب الخاصة به استخدام "الشخصيات الحقيقية والدراما الحقيقية التي يؤديها ممثلون جيدون ... [لمواجهة الخيالية، ولذلك أراد ممثلين من نفس المستوى العالي للدكتور سترينج الذي من خلاله يمكن أن يقدم المزيد من العناصر الخيالية في إم سي يو.
ناقش ديريكسون ومارفل في الأصل كتابته للفيلم جنبًا إلى جنب مع كاتب مشاركه في سينستر سي. عندما تم اختيار ديريكسون كمخرج، قام مارفل بتمرير كارغيل ككاتب فردي،  مع تعيين جون سبايهتس لإعادة كتابة السيناريو بدلاً من ذلك سبايهتس، أحد كبار المعجبين بـ دكتور سترينج عندما كان طفلاً، بدأ "مضايقة" مارفل بمجرد أن قرأ تقارير عن الشركة التي تبحث عن مخرج للفيلم. أدى ذلك في النهاية إلى لقاءه مع الاستوديو، قبل أن يبدأوا بالفعل في البحث عن كتاب للفيلم. قال سبايهتس إنهم تحدثوا "طوال فترة الظهيرة، واللياقة كانت مناسبة"،  لكنه تلقى مكالمة من مارفل بعد عدة أيام تفيد بأنهم لم يكونوا متأكدين تمامًا من رغبتهم في أخذ الفيلم في نفس اتجاه سبايهتس، وكانوا سينظرون إلى الكتاب الآخرين. أخبر سبايهتس وكيله ألا "يأخذ هذه الإجابة. اتصل بهم مرة أخرى ، وأخبرهم أن هناك الكثير من الإجابات الصحيحة ، وأعدني إلى الغرفة "، وبعد التحدث مع مارفل لمدة ثلاث أو أربع ساعات أخرى "حصل على الوظيفة. لم تنظر مارفل أبدًا بجدية إلى أي كاتب آخر للفيلم.  تم تعيين ديريكسون بالفعل عندما انضم سبايهتس، وقضى الزوجان عدة أشهر في العمل على قصة الفيلم مع  فايجي والمنتج التنفيذي ستيفن بروسارد. بدأوا في كتابة الفيلم من البداية، وفي البداية لم يكونوا متأكدين مما إذا كان سيكون قصة أصل، أو ما إذا كان سيبدأ بـ سترينج بالفعل كساحر "كامل التكوين". شعر سبايهتس في النهاية أن "القصة الأصلية لهذه الشخصية ، كما تم تصويرها في القصص المصورة، هي أوبرالية وجميلة للغاية ، ومأساوية وملحمية في اكتساحها، لدرجة أنه لا مفر منها. كان علينا أن نروي تلك القصة ونحكي أفضل نسخة عنها ". تتضمن عناصر من مسودات سبايهتس المبكرة التي ذكر لاحقًا أنها لا تزال في الفيلم النهائي العديد من مجموعات الفيلم ، مثل معركة الذروة، التي جاءت مباشرة من ديريكسون ، بالإضافة إلى "الأشياء الصغيرة" من سبايهتس، "مثل الضمادات يد تجري على صف من أجراس الصلاة في معبد نيبالي ".  أراد ديريكسون أن يكون كابوس هو خصم الفيلم، جنبًا إلى جنب مع مفهوم "الكوابيس نفسها باعتبارها بُعدًا"، ولكن شعر فايجي أن "تجاوز فكرة بُعد الحلم كبعد آخر" كان سيشكل تحديًا إلى جانب كل شيء آخر يقدمه الفيلم. دورمامو، "الشرير الأكثر حضورا في القصص المصورة" ، أصبح الشرير الرئيسي في الفيلم.

### التصوير
صوّر الفيلم في استوديوهات لونج كروس ،استوديوهات باينوود، استوديوهات شبيرتون، كلية اكستر، لندن، مدينة نيويورك، هونغ كونغ، كاثماندو وتشيرتسي، وبدأ التصوير الرئيسي، في 31 أكتوبر 2015 (وانتهى في 3 أبريل 2016).، وكان أنا ديفيس  مديرًا لتصوير الفيلم.
اختار ديريكسون نيبال كموقع لإبراز «مدينة شرقية» لن تكون مألوفة لمعظم الجماهير. بعد الاستكشاف واتخاذ قرار بشأن المواقع في البلاد، تم تدمير العديد من هذه المناطق بسبب زلزال نيبال في أبريل 2015. وبدلاً من اختيار بلد آخر، شعر ديريكسون وكومبرباتش أن جذب الانتباه والسياحة إلى نيبال بعد الحدث «كان سببًا إضافيًا للتصوير هناك».  قال كارجيل إن موقع قمر تاج تم نقله من التبت إلى نيبال لمنع الرقابة من قبل الحكومة الصينية. قال كومبرباتش إن التصوير في نيبال كان «حيويًا للغاية بالنسبة لهذا الفيلم، على ما أعتقد، لأسباب ليس أقلها أنه يستند إلى شيء غريب. لقد كانت طريقة سحرية لبدء التصوير. من المهم لفيلم مثل هذا - الذي لديه تحول عميق في التروس إلى بعد روحي وعالمي آخر - أن تكون بوابة ذلك في مكان يحدث في حد ذاته ليكون روحيًا ورائعًا بشكل لا يصدق.» تضمنت مواقع التصوير النهائية حول وادي كاتماندو معبدي باشوباتيناث وسوايامبوناث. تاميل ونيو رود في كاتماندو؛ وساحة باتان دوربار في باتان .

### مرحلة ما بعد الإنتاج
في يونيو 2016، صدر بيان صحفي لـ اختيار الماس اللعب لألعاب دكتور سترينج، في خط مارفيل مينيميتس، أطلق على شخصية ميكلسن كايسيليوس وشخصية كريستين بالمر من ماك آدمز.  تم تأكيد دور ميكلسن في الفيلم الهزلي الرسمي للفيلم،  بينما تم تأكيد دور ماك آدامز في سان دييجو كوميك كون 2016.  بالإضافة إلى ذلك، تم الكشف عن بنيامين برات أنه تم اختياره  باعتباره جوناثان بانجبورن.  تم الكشف عن دور آدكنز على أنه لوسيان، أحد أتباع كايسيليوس. وتم الكشف لاحقًا عن دور لانديكر ليكون طبيب التخدير الدكتور برونر. تم قطع الأخير في الغالب من الفيلم،  مع توضيح لانديكر أنها تم تمثيلها في الدور الصغير، لمشهدين في بداية الفيلم، لأن ديريكسون كانت معجبة بأدائها في رجل جاد (فيلم)، والذي قام أيضًا ببطولة ستول بارج. بعد تصوير مشهدها الأول، الذي ساعدت فيه سترينج في إجراء عملية جراحية، طلبت لانديكر عدم المشاركة في المشهد الآخر لأنه لم يكن لديها خطوط لذلك ولم يتم رؤيتها إلا من الخلف، وبدلاً من ذلك كانت ترغب في حضور عرض خاص في البيت الأبيض لمسلسلها شفاف. اعتقدت الممثلة أنها قُطعت لاحقًا من المشهد الأول، لكن لا يزال يُنسب إليها ظهور قصير. كما كشفت ديريكسون أن لولو ويلسون قد تم اختيارها كأخت سترينج ، لمشهد تصورها تغرق في سن مبكرة. تم تصوير المشهد، واعتقد ديريكسون أنه «رائع [كمشهد قائم بذاته]» ، لكنه «لم ينجح» مع بقية الفيلم، وتم قطعه.
أيضًا في سان دييغو كوميك كون، أشار ديريكسون إلى أنه لا يزال هناك «عدد قليل من الصور الملتقطة» للفيلم «لتوضيح المنطق».  تم أيضًا تصوير محتوى إضافي لتسلسل التدريب للفيلم أثناء عمليات إعادة التصوير هذه، حيث إن جمهور الاختبار المبكر «أحب [الجزء التدريبي من الفيلم] وأراد المزيد».  وأشار وونغ إلى أن عمليات إعادة إطلاق النار قد اكتملت في أغسطس.  كتب دان هارمون مادة لهذه المشاهد الإضافية،  والتي وصفها ديريكسون بأنها «تحليل السيناريو والعمل الحواري»، وهي ليست كافية للحصول على الفضل في الفيلم. قال فيجي إنه بالإضافة إلى أي روح دعابة يمكن أن يضيفها هارمون إلى الفيلم، فقد تم جلبه «ليقدم لنا آرائه حول مفاهيم الخيال العلمي».  قبل هدم مجموعات الفيلم ، استفاد مخرج ثور: راجناروك تايكا وايتيتي من خلال كتابة وتصوير مشهد يظهر لقاء غريب مع ثور كريس هيمسوورث. كان المشهد لراجناروك وتم تصويره قبل أن يبدأ إنتاج الفيلم. شعر ديريكسون ومارفل أن المشهد كان «نوعًا من الكمال» لإظهار سترينج وهو ينضم إلى إم سي يو الأوسع بعد مقدمته المستقلة ، وبالتالي أضافه إلى دكتور سترينج كمشهد متوسط الائتمانات.  مشهد ما بعد الاعتمادات، من إخراج ديريكسون، يثير دور موردو كخصم لـ سترينج في تكملة محتملة لـ دكتور سترينج.  حجاب ستان لي في الفيلم أخرجه غن في مجموعة حراس غالاكسي فول. 2. كان هذا جنبًا إلى جنب مع العديد من أفلام لي النقش الأخرى، للحد من مقدار السفر الذي كان عليه القيام به لأربعة أفلام إم سي يو التالية. اتصل غن بـ ديريكسون أثناء التصوير للتأكد من أن اللقطة تتطابق مع مشهد دكتور سترينج المعني، و«استمر في إلقاء الخطوط على» لي في اليوم لمنح ديريكسون ومارفل الكثير من الخيارات للاختيار من بينها للفيلم.  تضمنت الخيارات الإضافية التي صورها غن لي قراءة كتاب وسؤال رجل نبيل بجانبه عما إذا كان يعرف معنى كلمة نجارة؛ يضحك لي بشدة ويقول إنه كان يضحك بلا سبب، لأنه «مجنون تمامًا»؛ ولي يضحكان بشكل هستيري على كتاب غارفيلد، مشيرين إلى أن الشخصية «تكره الاثنين لكنه يحب اللازانيا». شعر غن أن خيار غارفيلد كان من المفترض في الأصل أن يظهر في النسخة النهائية من الفيلم، ولكن انتهى به الأمر لفترة طويلة جدًا بالنسبة للمشهد.  بحلول 10 أكتوبر 2016، أكمل ديريكسون الفيلم.

### تأثيرات بصرية
تم توفير التأثيرات المرئية لـ دكتور سترينج  بواسطة إندستريال لايت آند ماجيك (أي إل إم) وميثود ستوديو وفرامستور ولولا في إف إكس ولوما بيكتشرز  ورايس إف إكس  وكرفتي أبس وإس بي أو في، ساهم في 1450 لقطة مؤثر. تم التعامل مع (Previsualization) من قبل الطابق الثالث. عمل جميع البائعين على العناصر السحرية المشتركة (الماندالا، ودروع الرونية السحرية، والسياط، والسيقان، و«وسادات الزنبق» الجوية، والبوابات).  شرح مشرف المؤثرات المرئية ستيفان سيريتي، الذي عمل أيضًا في فيلم حراس المجرة، أوجه التشابه والاختلاف بين الفيلمين، قائلاً: «هناك بعض التشابه في بعض الأشياء التي قمنا بها. بنفس الطريقة ، إنه عالم مختلف تمامًا. في [ الأوصياء ]، تكون الألوان أكثر توجهاً نحو الخيال العلمي والجنون. أكثر من نوع كوميدي يأخذ الأشياء أيضًا. هذا أكثر جدية بقليل. إنه أيضًا ثلاثي قليلاً. في الواقع، نحن نستخدم تقنيات مختلفة جدًا. كان جارديان أيضًا بالنسبة لنا فيلم رسوم متحركة ضخمًا. كان هذا أقل منه. كان هذا أكثر حول البيئات والآثار».
بعد مناقشة صور الفيلم، وصف ديريكسون التأثيرات على أنها «كاريكاتير ستيف ديتكو وستان لي [والتي] كانت تدور حول هذه المرئيات الغريبة،  بالإضافة إلى»قدر لا بأس به من الفن السريالي والتصوير الفوتوغرافي وإم سي إيشر.  جاء الإلهام الإضافي لمرئيات الفيلم من «مجموعة من مقاطع الفيديو التجريبية والفركتالية من يوتيوب التي وجدها ديريكسون، ومن لعبة الفيديو على الهاتف المحمول مانيومينت فالي.  كان طموح ديريكسون هو استخدام أحدث المؤثرات البصرية للقيام بأشياء جديدة وجديدة - ليس فقط لتفجير الأشياء.  أوضح فايجي أن واحدة من أصعب المجالات التي يجب أن تكون مبتكرًا كانت تسلسلات الحركة، حيث لم يرغب ديريكسون في أن تكون»ببساطة: شخص يطلق صاعقة من البرق، ويقوم شخص ما بسد كرة من البرق، لذلك يرمي شخص ما صاعقة أخرى من البرق.. . «. بدلاً من ذلك، حاولوا دمج استخدام أبعاد مختلفة في الحركة»من أجل إنشاء نسيج مرئي مختلف تمامًا من حيث مشهد الحركة الذي رأيناه في أي أفلام أخرى.«في مجموعات الفيلم، كرر ديريكسون أن مشهد القتال النجمي للفيلم كان مبنيًا على القسم الهزلي، بينما أضاف أن القتال النهائي كان»محاولة لالتقاط جودة هذا العمل الفني«من الرسوم الهزلية الأصلية، وأن مطاردة بُعد المرآة كانت محاولة لأخذ» التأسيس «إلى الدرجة N وأخذها بطريقة أكثر سريالية وأبعد من ذلك. لكنني بالتأكيد مدين لهذا الفيلم بشيء». على وجه التحديد لذروة الفيلم، أراد ديريكسون أن يلعب على مجاز الأبطال الخارقين «مشهد قتال كبير حيث يمزقون مدينة، وهناك بوابة مفتوحة وعليهم إغلاقها»، مما أدى إلى تخريبها من خلال الحصول على هُزم الشرير باستخدام ذكي للقوة بدلاً من إظهار «أي شيء سي جي أي يمكنه ضرب شيء يي جي أي الآخر بشكل أقوى».

### التسويق
في أغسطس 2015، تم عرض مقطع دعائي لفن المفهوم رواه ديريكسون في معرض دي23 إكسبو. أظهرت الصور عملًا فنيًا لـ كومبرباتش في زي دكتور سترينج  التقليدي من القصص المصورة، بالإضافة إلى تسلسل تقريبي للحبكة، مع إبراز نقاط مثل حادث سيارة سترينج، ورحلته للشفاء، ومحاربة إيجيوفور مثل موردو (قبل تحريك الشخصية بعيدًا عن دور خسيس في الفيلم في المناقشات بين ديريكسون والممثل). وقد قوبل المقطع الدعائي «برد فعل كبير جدًا من الجمهور المتجمع».
في 12 أبريل 2016، ظهر أول مقطع دعائي للفيلم على جيمي كيميل لايف!. قارن كلارك كوليس من انترتينمنت ويكلي «سلسلة من المشاهد المتلألئة والمنحنية للعالم» التي ظهرت في المقطع الدعائي لفيلم البداية،  كما فعل سكوت مندلسون من فوربس. أضافت فوربس أن هيكل المقطع الدعائي يشبه التسويق المبكر لفيلم بداية باتمان.  هوليوود ريبورتر غرايم ماكميليان انتقد هذه التشابهات، فضلا عن أوجه التشابه مع مصفوفة وبين لهجة كومبرباتش والأمريكية والتي من هيو لوري الصورة جريجوري هاوس من البيت، واصفا اياها ليس «بالضرورة مشكلة حقيقية، وبطبيعة الحال ... [ لكن] لا يوجد شيء خارج الجوانب المشتقة: نظرًا لطبيعة العرض الترويجي، لا توجد قصة تتجاوز مجاز»الرجل الأبيض يجد التنوير في آسيا«وبالكاد أي حوار للسماح للجمهور بأن يقرر أنه ربما سيرفع الأداء المواد.» استمتعت ماكميليان بالتأثيرات البصرية وبصريات «تيلدا سوينتون حرفيًا تطرد روح بنديكت كومبرباتش من جسده ،» لكنها اختتمت، «كمقدمة ليس فقط لامتياز جديد تمامًا لـ مارفل، ولكن لنوع جديد محتمل، يبدو هذا أقل جرأة وأضمنًا»من العرض الأول لفيلم حراس المجرة .

## الإطلاق
أقام دكتور سترينج العرض العالمي الأول له في هونغ كونغ في 13 أكتوبر 2016،  وكان العرض الأول له في هوليوود في المسرح الصيني "تي سي إل" سينما الكابيتان في 20 أكتوبر 2016.  تم إصدار الفيلم في المملكة المتحدة في 25 أكتوبر 2016 ،  جنبًا إلى جنب مع إجمالي 33 سوقًا في أول عطلة نهاية أسبوع له، مع 213 شاشة آيماكس في 32 من تلك الأسواق. تم عرضه في إنترتينمنت ويكلي في 28 أكتوبر 2016 في لوس أنجلوس. استغرق طبيب غريب الإفراج أمريكا الشمالية يوم 4 نوفمبر مكان في 3882 أماكن، منها 3530 كانت في قري دي، جنبا إلى جنب مع 379 المسارح آيماكس، 516 قسط واسع شكل (أكبر الإفراج ديزني في هذا الشكل حتى الآن)، و189 دي بوكس المواقع. بشكل عام، حصل دكتور سترينج على أوسع إصدار من آيماكس على مستوى العالم، إلى جانب كونه أول فيلم يتم إطلاقه على أكثر من 1000 شاشة آيماكس.  تم الإبلاغ سابقًا أنه تم تحديد موعد لإصدار 8 يوليو 2016، قبل تغيير جدول الإنتاج لاستيعاب التزامات كومبرباتش الأخرى. دكتور سترينج جزء من المرحلة الثالثة من إم سي يو.

## وسائط المنزل
تم إصدار دكتور سترينج للتوزيع رقمي بواسطة استوديوهات والت ديزني للترفيه المنزلي في 14 فبراير 2017، وعلى بلو راي ودي في دي في 28 فبراير 2017. تشمل الإصدارات الرقمية وإصدارات بلو راي  ميزات ما وراء الكواليس؛ تعليق صوتي المشاهد المحذوفة بكرة زلة معاينة حصرية لأفلام المرحلة الثالثة حراس غالاكسي فول. 2 ، ثور: راجناروك، النمر الأسود، والمنتقمون: إنفينيتي وور؛ وفريق ثور: الجزء الثاني، استمرار للفيلم القصير «الساخر» فريق ثور، الذي أخرجه وايتيتي. أصدرت شركة بست باي إصدارًا حصريًا من الغلاف الصلب لهواة الجمع لإصدار بلو راي العادي وثلاثي الأبعاد، والذي يتميز بفن يعتمد على كتاب كاليوسترو وعين أجاموتو. تتميز إصدارات بلو راي  من شركة تارجت بميزة حصرية إضافية، بينما تتميز النسخة الرقمية أيضًا بميزة حصرية.

## الاستقبال

### شباك التذاكر
حقق دكتور سترينج 232.6 مليون دولارًا  في الولايات المتحدة وكندا و445.1 مليون دولار  في أقاليم أخرى، بإجمالي 677.7 مليون دولار في جميع أنحاء العالم. أصبح الفيلم أكبر افتتاح لـ آيماكس في نوفمبر محليًا (12.2 مليون دولار) دوليًا (24  مليون دولارًا دولار)، وعالميًا (24.2 مليون دولار)، والتجاوز بين النجوم سجلات  بحلول 27 نوفمبر 2016، أصبح الفيلم أكبر فيلم تمهيدي أحادي الحرف في إم سي يو.  الموعد النهائي هوليوود حسبت صافي ربح الفيلم ليكون 122.65 مليون دولار، يمثل «ميزانيات الإنتاج، مشاركات المواهب والتكاليف الأخرى، مع إجمالي إيرادات شباك التذاكر والإيرادات الإضافية من» وسائل الإعلام المنزلية، مما يضعها في المركز الحادي عشر على قائمة «أكثر الأفلام قيمة» لعام 2016.
حصل دكتور سترينج على  32.6  مليون دولار في يوم الافتتاح في الولايات المتحدة وكندا، بما في ذلك معاينات الخميس، بإجمالي إجمالي في عطلة نهاية الأسبوع 85.1 مليون دولار؛ ساهم آيماكس بمبلغ 12.2مليون دولار في إجمالي نهاية الأسبوع الافتتاحي، مع مساهمة ثلاثية الأبعاد بمبلغ 24 مليون دولارًا. كان الفيلم هو الفيلم الأول في عطلة نهاية الأسبوع، وأصبح ثاني أكبر افتتاح في نوفمبر لشركة ديزني. كانت التوقعات الأولية للفيلم في أواخر أغسطس 2016 قد حققت أرباحًا منخفضة تصل إلى 50  مليون دولارًا ، مع تنقيح التوقعات إلى 65-75 مليون دولارًا أقرب إلى إطلاق الفيلم. ظل فيلم دكتور سترينج أفضل فيلم في عطلة نهاية الأسبوع الثانية،  وتراجع إلى المركز الثاني في فيلمه الثالث، خلف وحوش مذهلة وأين تجدها (فيلم).  في عطلة نهاية الأسبوع الرابعة، كان دكتور سترينج  ثالث أعلى الأفلام ربحًا، خلف الوحوش الرائعة وموانا (فيلم 2016).  انخفض إلى المركز الخامس في عطلات نهاية الأسبوع الخامسة والسادسة ،  وبحلول نهاية الأسبوع السابع كان قد انخفض إلى المركز التاسع من حيث أعلى الإيرادات.  كان من المتوقع أن تكسب 255 مليون دولارًا  لإجمالي الناتج المحلي.

## الجوائز
| السنة | الجائزة                                  | الفئة                                                          | الفائز(ون)                                                                       | النتيجة | مراجع         |
| ----- | ---------------------------------------- | -------------------------------------------------------------- | -------------------------------------------------------------------------------- | ------- | ------------- |
| 2016  | جوائز المساء القياسية البريطانية للأفلام | افضل ممثل                                                      | بنديكت كومبرباتش                                                                 | رُشِّح     | [ 9 ]         |
| 2016  | جوائز المساء القياسية البريطانية للأفلام | أفضل ممثل مساعد                                                | شيويتل إيجيوفور                                                                  | رُشِّح     | [ 9 ]         |
| 2016  | جوائز هوليوود السينمائية                 | جائزة هوليوود للتأثيرات البصرية                                | ستيفان سيريتي وريتشارد بلاف                                                      | فوز     |               |
| 2016  | جوائز هوليوود الموسيقية في وسائل الإعلام | أفضل موسيقى تصويرية - فيلم خيال علمي / خيال                    | مايكل جياشينو                                                                    | رُشِّح     | [ 10 ]        |
| 2016  | جوائز اختيار النقاد                      | أفضل شعر ومكياج                                                | دكتور سترينج                                                                     | رُشِّح     |               |
| 2016  | جوائز اختيار النقاد                      | أفضل مؤثرات بصرية                                              | دكتور سترينج                                                                     | رُشِّح     |               |
| 2016  | جوائز اختيار النقاد                      | أفضل فيلم أكشن                                                 | دكتور سترينج                                                                     | رُشِّح     |               |
| 2016  | جوائز اختيار النقاد                      | أفضل ممثل في فيلم أكشن                                         | بنديكت كومبرباتش                                                                 | رُشِّح     |               |
| 2016  | جوائز اختيار النقاد                      | أفضل ممثلة في فيلم أكشن                                        | تيلدا سوينتون                                                                    | رُشِّح     |               |
| 2016  | جوائز اختيار النقاد                      | أفضل فيلم خيال علمي / رعب                                      | دكتور سترينج                                                                     | رُشِّح     |               |
| 2016  | جمعية سان دييغو لنقاد السينما            | أفضل مؤثرات بصرية                                              | دكتور سترينج                                                                     | رُشِّح     | [ 11 ]        |
| 2016  | جمعية سانت لويس جيتواي لنقاد السينما     | أفضل فيلم أكشن                                                 | دكتور سترينج                                                                     | رُشِّح     | [ 12 ]        |
| 2016  | جمعية سانت لويس جيتواي لنقاد السينما     | أفضل فيلم رعب / خيال علمي                                      | دكتور سترينج                                                                     | رُشِّح     | [ 12 ]        |
| 2016  | جمعية سانت لويس جيتواي لنقاد السينما     | أفضل مؤثرات بصرية                                              | دكتور سترينج                                                                     | رُشِّح     | [ 12 ]        |
| 2016  | دائرة فلوريدا لنقاد السينما              | أفضل مؤثرات بصرية                                              | دكتور سترينج                                                                     | رُشِّح     | [ 13 ]        |
| 2017  | جمعية هيوستن لنقاد السينما               | الإنجاز الفني                                                  | دكتور سترينج                                                                     | رُشِّح     | [ 14 ] [ 15 ] |
| 2017  | جوائز اختيار الجمهور                     | المفضلة نهاية العام بلوكباستر                                  | دكتور سترينج                                                                     | رُشِّح     | [ 16 ]        |
| 2017  | جوائز نقابة الممثلين الشاشة              | أداء رائع من قبل فرقة حيلة في صورة متحركة                      | دكتور سترينج                                                                     | رُشِّح     | [ 17 ]        |
| 2017  | جوائز آني                                | إنجاز رائع، تأثيرات متحركة في إنتاج حركة حية                   | جورج كالتنبرونر ومايكل ماركوزي وتوماس بيفان وأندرو جراهام وجيهيون يون            | فوز     | [ 18 ]        |
| 2017  | جوائز جمعية المؤثرات البصرية             | تأثيرات بصرية رائعة في ميزة صورية                              | ستيفان سيريتي، سوزان بيكيت، ريتشارد بلاف، فينسينت سيريللي، بول كوربولد           | رُشِّح     | [ 19 ]        |
| 2017  | جوائز جمعية المؤثرات البصرية             | بيئة خلقت رائعة في ميزة صورية                                  | لندن - بريندان سيلز، رافائيل أ بيمنتل، أندرو زينك، جريجوري نج                    | رُشِّح     | [ 19 ]        |
| 2017  | جوائز جمعية المؤثرات البصرية             | بيئة خلقت رائعة في ميزة صورية                                  | مدينة نيويورك - آدم واتكينز ، مارتين فان هيرك ، تيم بيلشر ، جون ميتشل            | فوز     | [ 19 ]        |
| 2017  | جوائز جمعية المؤثرات البصرية             | تصوير سينمائي افتراضي رائع في مشروع مصور                       | أبعاد مرآة نيويورك - لانديس فيلدز ، ماثيو كوي ، فريدريك ميديوني ، فراز حميد      | رُشِّح     | [ 19 ]        |
| 2017  | جوائز جمعية المؤثرات البصرية             | محاكاة تأثيرات رائعة في ميزة صورية                             | الدمار العكسي لهونج كونج - فلوريان ويتزل ، جورج نخله ، أزهول محمد ، ديفيد كيرشنر | رُشِّح     | [ 19 ]        |
| 2017  | جوائز جمعية المؤثرات البصرية             | التركيب المتميز في ميزة الصورة                                 | مدينة نيويورك - ماثيو لين ، جوزيه فرنانديز ، زياد شريع ، إيمي شيبرد              | رُشِّح     | [ 19 ]        |
| 2017  | جوائز نقابة مديري الفنون                 | التميز في تصميم الإنتاج لفيلم خيالي                            | تشارلز وود                                                                       | رُشِّح     | [ 20 ]        |
| 2017  | جوائز الاكاديمية البريطانية للأفلام      | أفضل مكياج وشعر                                                | جيريمي وودهيد                                                                    | رُشِّح     | [ 21 ]        |
| 2017  | جوائز الاكاديمية البريطانية للأفلام      | أفضل تصميم إنتاج                                               | تشارلز وود وجون بوش                                                              | رُشِّح     | [ 21 ]        |
| 2017  | جوائز الاكاديمية البريطانية للأفلام      | أفضل مؤثرات بصرية خاصة                                         | ريتشارد بلاف وستيفان سيريتي وبول كوربولد وجوناثان فوكنر                          | رُشِّح     | [ 21 ]        |
| 2017  | جوائز جمعية السينما الصوتية              | صورة متحركة - حركة حية                                         | دكتور سترينج                                                                     | رُشِّح     | [ 22 ]        |
| 2017  | جوائز نقابة مصممي الأزياء                | التميز في فيلم الخيال                                          | الكسندرا بيرن                                                                    | فوز     | [ 23 ]        |
| 2017  | نقابة خبراء التجميل ومصففي الشعر         | صورة متحركة بطول الميزة - أفضل فترة و/ أو مكياج للشخصية        | جيريمي وودهيد                                                                    | رُشِّح     | [ 24 ]        |
| 2017  | نقابة خبراء التجميل ومصففي الشعر         | ميزة الصورة المتحركة بطول الميزة - أفضل تأثيرات المكياج الخاصة | جيريمي وودهيد                                                                    | رُشِّح     | [ 24 ]        |
| 2017  | جوائز الأقمار الصناعية                   | أفضل مؤثرات بصرية                                              | دكتور سترينج                                                                     | رُشِّح     | [ 25 ]        |
| 2017  | جوائز الأقمار الصناعية                   | أفضل تصميم أزياء                                               | الكسندرا بيرن                                                                    | رُشِّح     | [ 25 ]        |
| 2017  | جوائز الاوسكار                           | أفضل مؤثرات بصرية                                              | ستيفان سيريتي وريتشارد بلاف وفنسنت سيريللي وبول كوربولد                          | رُشِّح     | [ 26 ]        |
| 2017  | جوائز الإمبراطورية                       | أفضل خيال علمي / خيال                                          | دكتور سترينج                                                                     | رُشِّح     | [ 27 ]        |
| 2017  | جوائز الإمبراطورية                       | افضل ممثل                                                      | بنديكت كومبرباتش                                                                 | رُشِّح     | [ 27 ]        |
| 2017  | جوائز الإمبراطورية                       | أفضل تصميم أزياء                                               | دكتور سترينج                                                                     | رُشِّح     | [ 27 ]        |
| 2017  | جوائز الإمبراطورية                       | أفضل مؤثرات بصرية                                              | دكتور سترينج                                                                     | فوز     | [ 27 ]        |
| 2017  | جوائز الإمبراطورية                       | أفضل تصميم إنتاج                                               | دكتور سترينج                                                                     | رُشِّح     | [ 27 ]        |
| 2017  | جوائز نيبولا                             | جائزة راي برادبري للعرض الدرامي المتميز                        | دكتور سترينج                                                                     | رُشِّح     | [ 28 ]        |
| 2017  | جوائز ساتورن                             | أفضل فيلم كوميدي إلى فيلم متحرك                                | دكتور سترينج                                                                     | فوز     | [ 29 ]        |
| 2017  | جوائز ساتورن                             | أفضل مخرج                                                      | سكوت ديريكسون                                                                    | رُشِّح     | [ 29 ]        |
| 2017  | جوائز ساتورن                             | افضل ممثل                                                      | بنديكت كومبرباتش                                                                 | رُشِّح     | [ 29 ]        |
| 2017  | جوائز ساتورن                             | أفضل ممثلة مساعدة                                              | تيلدا سوينتون                                                                    | فوز     | [ 29 ]        |
| 2017  | جوائز ساتورن                             | أفضل سيناريو فيلم                                              | جون سبايهتس وسكوت ديريكسون وس. روبرت كارجيل                                      | رُشِّح     | [ 29 ]        |
| 2017  | جوائز ساتورن                             | أفضل تصميم إنتاج                                               | تشارلز وود                                                                       | رُشِّح     | [ 29 ]        |
| 2017  | جوائز ساتورن                             | أفضل موسيقى                                                    | مايكل جياشينو                                                                    | رُشِّح     | [ 29 ]        |
| 2017  | جوائز ساتورن                             | أفضل تصميم أزياء                                               | الكسندر بيرن                                                                     | رُشِّح     | [ 29 ]        |
| 2017  | جوائز ساتورن                             | أفضل مكياج                                                     | جيريمي وايتوود                                                                   | رُشِّح     | [ 29 ]        |
| 2017  | جوائز ساتورن                             | أفضل مؤثرات بصرية / خاصة                                       | ستيفان سيريتي وريتشارد بلاف وفينسنت سيريللي وبول كوربولد                         | رُشِّح     | [ 29 ]        |
| 2017  | جوائز اختيار المراهقين                   | اختيار فيلم الخيال                                             | دكتورسترينج                                                                      | رُشِّح     | [ 30 ]        |
| 2017  | جوائز اختيار المراهقين                   | أفضل ممثل خيالي                                                | بنديكت كومبرباتش                                                                 | رُشِّح     | [ 30 ]        |
| 2017  | جوائز اختيار المراهقين                   | أفضل ممثلة خيالية                                              | راشيل ماك ادمز                                                                   | رُشِّح     | [ 30 ]        |
| 2017  | جوائز التنين                             | أفضل فيلم خيال علمي أو خيال                                    | دكتور غريب                                                                       | رُشِّح     | [ 31 ]        |
| 2017  | جوائز AACTA                              | أفضل مؤثرات بصرية أو رسوم متحركة                               | بريندان سيلز، ستيفن سوانسون، رافائيل أ بيمنتل، أندرو زينك                        | رُشِّح     | [ 32 ]        |

## وصلات خارجية
- مقالات تستعمل روابط فنية بلا صلة مع ويكي بيانات

لا توجد روابط لمواقع التواصل الاجتماعي.